# Врхе (Загорје об Сави)
Врхе–дел (словен. Vrhe) је насељено место у општини Загорје об Сави, Засавска регија, Словенија. Они су део насеља Врхе, које је административним границама подељено на два насеља: Врхе (Трбовље) и Врхе (Загорје об Сави).

## Историја
До територијалне реорганизације у Словенији био су у саставу старе општине Загорје об Сави.

## Становништво
У попису становништва из 2011. године, Врхе је имао 24 становника.
| Број становника према пописима | Број становника према пописима | Број становника према пописима |
| ------------------------------ | ------------------------------ | ------------------------------ |
| 1991                           | 2002                           | 2011                           |
| 24                             | 20                             | 24                             |